# 1891 في البرازيل
فيما يلي قوائم الأحداث التي وقعت خلال عام 1891 في البرازيل.

## سياسة

### انتهاء فترة المنصب
- 23 نوفمبر – ديودورو دا فونسيكا رئيس البرازيل.

## ظهور
- 9 أبريل – جورنال دو برازيل

## وفيات

### ديسمبر
- 5 ديسمبر – بيدرو الثاني إمبراطور البرازيل (مواليد 1825) سياسي برازيلي.